# 馬田·域漢
馬田·湯馬士·域漢（英語：Martyn Thomas Waghorn，1990年1月23日—）是一名英格蘭足球運動員，司職前鋒，出身桑德兰青訓系統，現時效力英冠球會打比郡。

## 生平

### 球會
新特蘭
域漢自8歲開始為新特蘭效力，是新特蘭的青訓產品。他在新特蘭青年軍表現出色，多次為青年軍取得入球。2007年12月26日，域漢以17歲在對曼聯聯賽中首次代表新特蘭一隊上陣。雖然在比賽中以左翼而非前鋒上陣，但其表現得到領隊讚賞。之後域漢在聯賽對布力般流浪及足總盃對韋根的比賽中上陣。域漢及後跟新特蘭正式簽約兩年半。
2008/09年球季初，域漢因傷缺陣，直至11月1日對車路士的聯賽中再次正選上陣。
外借查爾頓
域漢在2008年11月17日被外借至英格蘭冠軍聯賽球會查爾頓一個月以増加比賽經驗。在對打比郡的比賽中取得首個入球。及後借用期再延長一個月。他在查爾頓降至英甲的球季內共上陣7次。
外借李斯特城
域漢在2009年8月6日被外借至英格蘭冠軍聯賽球會莱斯特城至2010年1月11日。他在首場比賽後備上陣便射入扳平1-1，最後更協助球隊以2-1反勝。期間表現出色，上陣19場聯賽射入5球，但於12月8日主場1-3負於，完場前10分鐘因粗暴攔截而遭球證直接出示紅牌驅逐離場，需要停賽3場。雖然如此，他仍獲李斯特城延長借用到球季結束。在马特·费耶特在2010年2月因下頜骨爆裂而缺席餘下球季後，域漢成為球隊正選，由於表現出色，獲選為李斯特城年度最佳青年球員。球隊以聯賽第五位晉級升班附加賽，準決賽兩回合與卡迪夫城累計賽成3-3平手，互射十二碼時域漢射失最後一球，李斯特城以3-4被擯出局。
李斯特城
2010年8月31日在轉會窗關閉前新特蘭以破球會紀錄收購，領隊因而決定讓域漢正式加盟莱斯特城，轉會費約為300萬英鎊。
外借侯城
2011年8月31日轉會窗關閉前一刻，由於李斯特城成功羅致，決定讓域漢以借用身份加盟侯城，為期直至翌年1月。

### 國家隊
英格蘭U19
2009年2月10日域漢首次代表英格蘭U19主場出戰西班牙U19，於60分鐘後補入替（Nathan Delfouneso）。5月11日域漢代替因傷退隊的韋碧克入選英格蘭U19在本土主辦的2009年歐洲U-19足球錦標賽第二輪外圍賽大軍名單，5月27日首場2-0擊敗波黑U19，域漢再次於完場入替迪爾科尼素。

## 外部連結
- 足球数据库：馬田·域漢的球员统计数据
- 新特蘭官方球員介紹 （页面存档备份，存于）